# 양산숙
양산숙(梁山璹, 1561년 ~ 1593년)은 조선의 의병장, 문신이다. 본관은 제주(濟州). 자는 회원(會元)이다. 기묘명현 양팽손의 손자이며, 대사성 양응정의 아들이다. 임진왜란 때 의병으로 활약하여 공로 좌랑(工曹佐郞)을 지냈다. 시호는 충민(忠愍)이다.

## 생애
우계 성혼의 문인이다. 
임진왜란 발발 후 나주에서 의병을 일으켜 김천일의 부하로 들어갔다. 김천일과 함께 북상해 수원에서 활약하고 강화로 이전할 무렵, 곽현과 함께 선조에게 영남과 호남의 전세를 자세히 보고하였다. 이 공으로 1592년(선조 25년) 공조좌랑(工曹佐郞)에 제수되었다.
제2차 진주성 전투 당시 끝까지 싸우다가 김천일과 함께 남강에 투신 자결하였다.

## 사후
좌승지에 추증되었고 나주 정렬사와 진주 창렬사에 제향되었다.
1. ↑  선조수정실록 27권, 선조 26년 6월 1일 갑신 13번째기사
2. ↑  선조실록 28권, 선조 25년 7월 20일 정축 8번째기사